# Bruckdorf (Sinzing)
Bruckdorf ist ein Ortsteil der Gemeinde Sinzing im Landkreis Regensburg.

## Lage
Das Kirchdorf Bruckdorf liegt westlich des Kernortes Sinzing an der Staatsstraße St 2394 und an der Schwarzen Laber, einem linken Nebenfluss der Donau. Die A 3 verläuft nördlich. Bruckdorf liegt an der inzwischen stillgelegten Bahnstrecke Sinzing–Alling.

## Sehenswürdigkeiten
Für Bruckdorf sind in der Liste der Baudenkmäler in Sinzing diese Baudenkmäler aufgeführt:
- die Burgruine Schlossberg
- die katholische Kirche Hl. Kreuz mit einem Deckenfresko „Weihe der Kirche im Jahr 1052 durch Leo IX.“, gemalt von dem Münchner Kunstmaler Josef Wittmann, Maler des Neubarocks im Jahr 1940.
- zwei Bauernhäuser (Bruckdorf 8 und Bruckdorf 10)